# Campeonato Paraguayo de Fútbol Femenino 2020
El Campeonato Paraguayo de Fútbol Femenino 2020 iba a ser el vigésimo primer campeonato oficial de Primera División de la rama femenina de la Asociación Paraguaya de Fútbol (APF).
El certamen tenía previsto su inicio para el 9 de mayo, pero debido a pandemia de COVID-19, la competencia quedó varada, el viernes 11 de septiembre la Asociación Paraguaya de Fútbol confirmó que esta edición quedó cancelada, debido a que no cuentan con las medidas de seguridad correspondientes.

## Equipos
| Equipo                      | Ciudad           | Departamento              | Estadio                               |
| --------------------------- | ---------------- | ------------------------- | ------------------------------------- |
| Sportivo Luqueño            | Luque            | Central                   | Villa Elena                           |
| Guaireña FC                 | Villarrica       | Guairá                    | Parque del Guairá                     |
| / Libertad/Sportivo Limpeño | Asunción/Limpio  | Distrito Capital/Central  | Optaciano Gómez                       |
| Olimpia                     | Asunción         | Distrito Capital          | Parque Guasu                          |
| Deportivo Capiatá           | Capiatá          | Central                   | Erico Galeano                         |
| Cerro Porteño               | Asunción         | Distrito Capital          | Adriano Irala                         |
| San Lorenzo                 | San Lorenzo      | Central                   | Gunther Vogel                         |
| 12 de Octubre               | Itauguá          | Central                   | Sede Social del 12 de Octubre         |
| /Nacional/Humaitá           | Asunción/Humaitá | Distrito Capital/Ñeembucú | Arsenio Erico/Pioneros de Corumba Kue |
| Guaraní                     | Asunción         | Distrito Capital          | Rogelio Livieres                      |
| Sol de América              | Villa Elisa      | Central                   | Luis Alfonso Giagni                   |
| River Plate                 | Asunción         | Distrito Capital          | River Plate                           |
| General Díaz                | Luque            | Central                   | General Adrián Jara                   |